# Colorful (Manga)
Colorful (Originalschreibweise COLORFUL) ist eine Manga-Serie von Torajirō Kishi, die von 1997 bis 2000 in Japan erschienen ist. 1999 erschien eine Anime-Adaption von Studio Triangle Staff.

## Inhalt
Die Serie handelt von Jungen und Männern, die auf unverschämte Weise versuchen, einen Blick auf die Höschen der Mädchen unter den Röcken oder die Ausschnitte ihrer Blusen zu werfen. Ihr Verhalten hat oft für die Jungen und Männer unerwartete Konsequenzen.

## Veröffentlichung
Der Manga erschien von August 1997 bis März 2000 im Magazin Shūkan Young Jump bei Shūeisha. Der Verlag brachte die Kapitel auch gesammelt in sieben Bänden heraus.

## Anime-Fernsehserie
Eine Adaption als Anime entstand beim Studio Triangle Staff unter der Regie von Ryutaro Nakamura. Das Drehbuch schrieb Kazuharu Sato. Das Charakterdesign entwarf Takahiro Kishida und die künstlerische Leitung lag bei Yukio Abe. Für den Ton war Yota Tsuruoka verantwortlich.
Die 16 je 7 Minuten langen Folgen wurden vom 6. September 1999 bis 30. September 1999 von TBS Television im Rahmen des Nacht-Programmblocks Wonderful ausgestrahlt. Kurz darauf erschienen die insgesamt 110 Minuten in Japan auf DVD. In Nordamerika wurde die Serie von ADV Films lizenziert und am 18. März 2003 auf DVD veröffentlicht. Der Anime wurde 2005 in den Vereinigten Staaten im Anime-Unleashed-Sendeblock von G4 ausgestrahlt. Die Serie wurde am 12. Juli 2005 von Madman Entertainment in Australien und Neuseeland veröffentlicht.

### Synchronisation
| Rolle        | japanischer Sprecher (Seiyū) |
| ------------ | ---------------------------- |
| Hirokawa     | Nobutoshi Hayashi            |
| Itani        | Yasuhiko Kawazu              |
| Aki Yamamoto | Sayaka Ohara                 |
| Steve        | Yuichi Nagashima             |
| Shimoi Chino | Nina Kumagaya                |
| Kariya       | Daiki Nakamura               |

### Musik
Die Musik der Serie komponierte Moka. Das Vorspannlied ist Boku no Taion wa 37.5 C. von Yūko Miyamura.